# Jeremija
Jeremija (יִרְמְיָהוּ Yirməyāhū) je prorok po kojem se zove jedna knjiga u Starom zavjetu.  Judaističke, kršćanske i islamske tradicije smatraju da je on napisao i knjigu Tužaljki.
Prorok Jeremija živio je u Jeruzalemu prije 2600. godina. Rođen je oko 650.godine pr. Kr. i počinje nastupati kao prorok oko 626. godine pr. Kr. Djelovao je više od 50 godina, a umire u Egiptu ubrzo nakon što je Babilon 587. godine pr. Kr. zauzeo Jeruzalem.
Jeremijino vrijeme je bilo vrlo teško razdoblje židovske povijesti. Bilo je samo pitanje vremena kada će Kraljevstvo Juda nestati kao država. Godine 586. prije Krista Jeruzalem je osvojen i uništen, a viša klasa je prognana i odvedena u Babilonsko ropstvo. Oko 130 godina prije sjeverno kraljevstvo Izrael osvojili su Asirci, za koje se tvrdi da su bili okrutan ratnički narod, a skoro svi članovi bogatih obitelji su odvedeni u ropstvo.
Ovo vrijeme je označeno velikom duhovnim i moralnim padom. Jeremija je upozoravao narod, po Božjem zadatku, da se katastrofa približava. Nekad se Jeremija naziva i "plačućim prorokom", pošto je bio vrlo potresen svim nedaćama koje su zadesile njegovu domovinu i njegov narod. Želio je između ostalog da se njegov narod ne klanja drugim bogovima.
Biblijska knjiga o Jeremiji je napisana poslije njegove smrti. Napisao ju je prorokov prijatelj Baruh, sin Nerijin, koji je po prorokovom nahođenju napisao proročanstva i pisma u razdoblju 626. – 604. pr. Kr.